# Щангов токоприемник
Щангов токоприемник или тролей е вид токоприемник, имащ на върха си метална глава с графитни вложки, съединяващи електрическата система на трамвая или тролейбуса с контактната мрежа. Тролейбусът има две щанги за двата полюса на контактната мрежа (плюс и минус), а трамваят – една щанга (само плюс). В трамвайния транспорт щанговите токоприемници почти изцяло са отстъпили място на пантографа.
За разлика от пантографа и бугела, положението на щангите при разклоняване на проводниците се управлява от разположената на тях стрелка, която се превключва от водача на превозното средство.
Недостатък на щангата е, че тя може да се откъсне от контактния проводник при неправилни маневри на водача, при висока скорост или при неизправност на стрелката. Щангите са свързани с въжета към макари, които се намират на гърба на превозното средство. Макарите имат пружинен механизъм, който прибира щангите в случай на откъсване от контактния проводник, за да се избегне заплитане на щангата и последващи щети по контактната мрежа. Връщане на мястото ѝ традиционно става ръчно от водача на превозното средство. Съвременните токоприемници могат да бъдат оборудвани с хидравличен механизъм, който позволява дистанционно повдигане и сваляне от кабината на водача. В процес на разработка са и системи, които да разпознават контактните проводници и автоматично да отвеждат щангите до тях без намеса от водача.
Необходимият контакт със захранващата мрежа се осигурява от пружини. При слаби пружини щангите лесно се откъсват от проводниците (например при завой), а при твърде силни пружини може да повредят контактната мрежа. В миналото щанговите токоприемници са се изработвали най-често от стомана, но в днешно време за направата им се използва стъклопласт, което намалява износването на контактната мрежа.